# Molophilus (Molophilus) vinnulus
Molophilus (Molophilus) vinnulus is een tweevleugelige uit de familie steltmuggen (Limoniidae). De soort komt voor in het Australaziatisch gebied.